# 후닌호

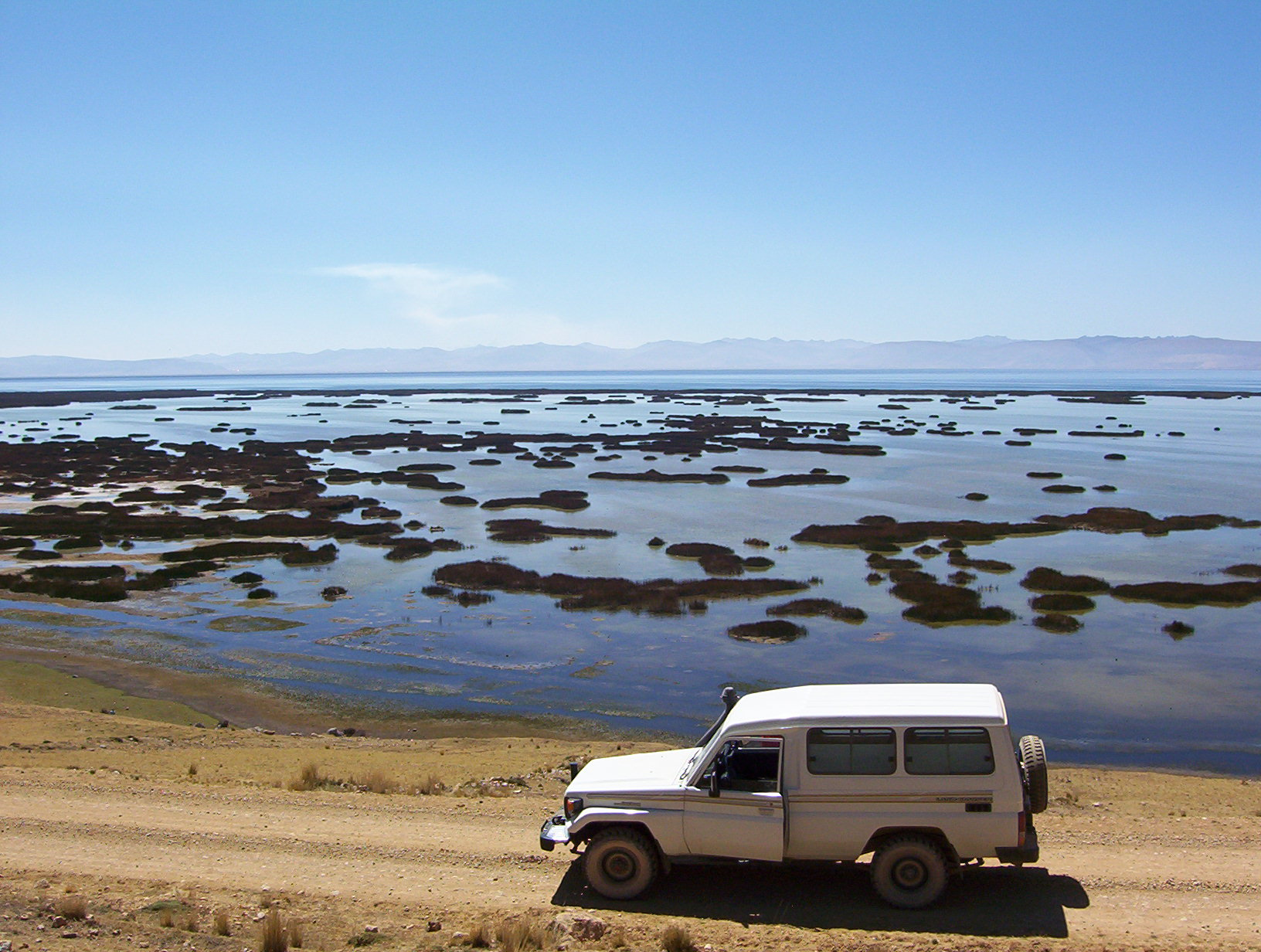
후닌 호

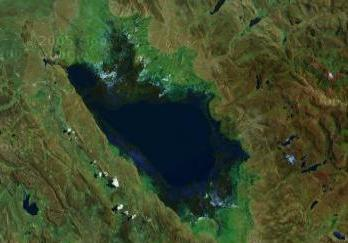
후닌 호의 위성사진

후닌 호(스페인어: Lago Junín)는 페루에 위치한 최대의 호수로 면적은 529.88km2, 높이는 4,082m이다. 케추아어로는 "북쪽의 호수"라는 뜻을 가진 친차이쿠차 호(케추아어: Chinchayqucha)라고 부르기도 한다.
페루 최대의 탐조 지대이며 호수의 대부분은 볼리비아의 티티카카호로 흘러들어 간다. 호수의 대부분은 후닌 주에 위치하며 호수의 북서부는 파스코 주에 위치한다. 아마존강 유역에 위치하고 있고 호수의 수위는 수력 발전소가 조절한다.